# Breitenbronn (Dinkelscherben)
Breitenbronn ist ein Pfarrdorf und Ortsteil des Marktes Dinkelscherben im schwäbischen Landkreis Augsburg in Bayern (Deutschland).

Zur Gemarkung gehört auch das Dorf Holzara. Der Ort befindet sich in der Reischenau.

## Geschichte
Breitenbronn gehörte lange Zeit zur Grundherrschaft des Domstifts Augsburg.

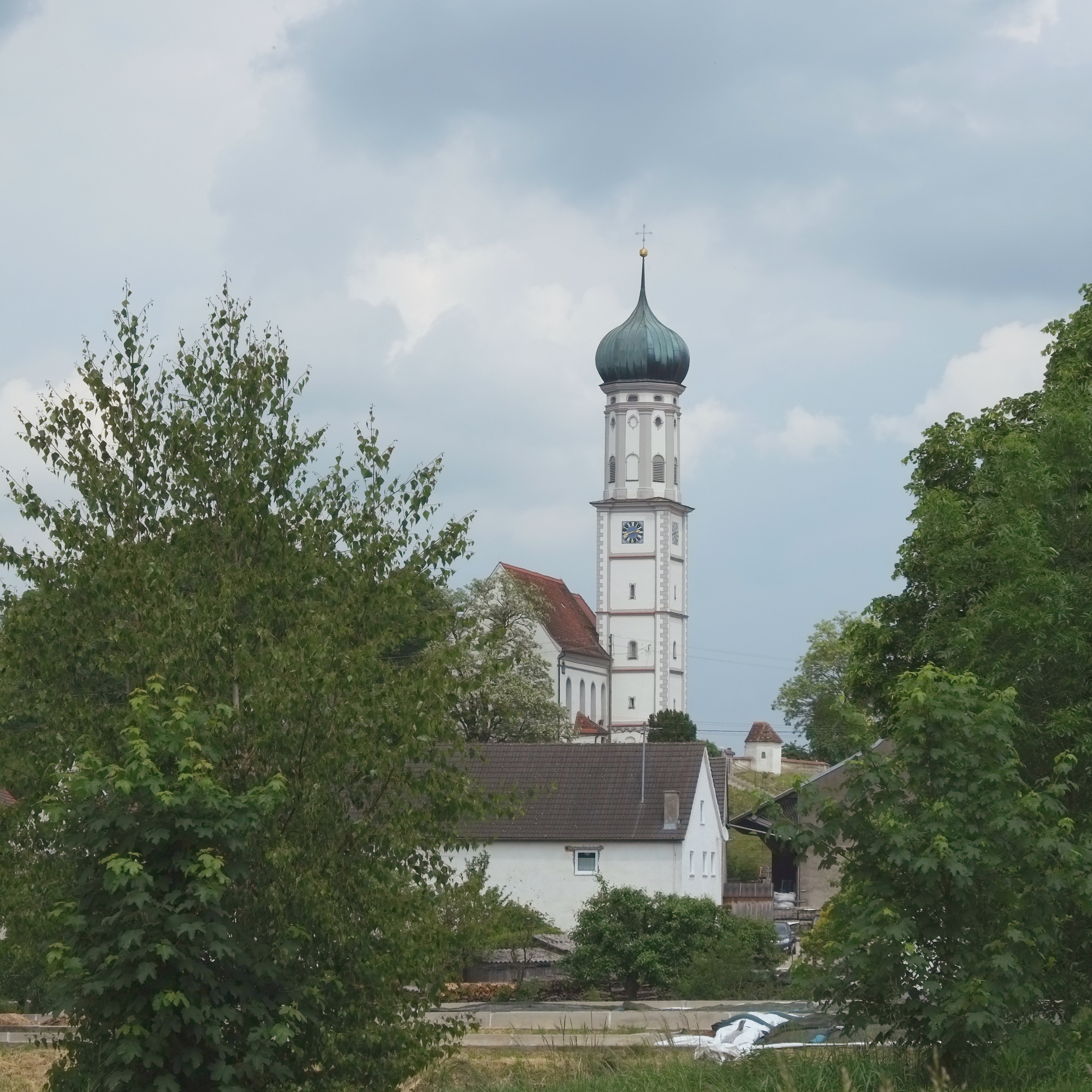
Dorf und Kirche St. Margaretha

Von 1862 bis 1929 gehörte die selbstständige Gemeinde Breitenbronn mit ihrem Ortsteil zum Bezirksamt Zusmarshausen und ab 1929 zum Bezirksamt Augsburg, das ab 1939 als Landkreis Augsburg bezeichnet wurde. Breitenbronn wurde im Zuge der Gebietsreform in Bayern am 1. Mai 1978 in den Markt Dinkelscherben eingemeindet.
Die katholische Pfarrei Sankt Margareta gehört zum Dekanat Augsburg-Land im Bistum Augsburg. Zur Pfarrei gehört auch Holzara.
Breitenbronn liegt an der Bundesstraße 300, in die die Kreisstraße A 14, die von der Staatsstraße St 2027 über Oberschöneberg und Reischenau nach Breitenbronn führt, mündet.